# Calendário soviético
O calendário soviético refere-se ao calendário gregoriano implementado em 1918, feriados nacionais e semanas de trabalho de cinco e seis dias usados entre 1929 e 1940. O calendário gregoriano, sob o nome de "calendário da Europa Ocidental", foi implementado na Rússia Soviética em fevereiro de 1918, suprimindo as datas julianas de 1 a 13 de fevereiro de 1918. Até nove feriados nacionais (dias pagos de descanso) foram implementados na década seguinte, mas quatro foram eliminados ou fundidos em 24 de setembro de 1929, deixando apenas cinco feriados nacionais, 22 de janeiro, 1 e 2 de maio e 7 e 8 de novembro, comemorados até 1951, quando o dia 22 de janeiro voltou a ser um dia normal. Durante 1929 a 1940, semanas de trabalho de cinco e seis dias eram usadas para organizar o trabalho, mas o calendário gregoriano e sua semana de sete dias eram usados para todos os outros propósitos.

Durante o verão de 1929, cinco dias contínuos de trabalho foram implementados em fábricas, escritórios governamentais e empresas comerciais, mas não em fazendas coletivas. Um dos cinco dias era aleatoriamente atribuído a um trabalhador como seu dia de descanso sem considerar os dias de descanso atribuídos a membros de sua família ou amigos. Essas semanas de trabalho de cinco dias continuavam durante todo o ano gregoriano, interrompidas apenas pelos cinco feriados nacionais. Durante o verão de 1931, foram implementadas semanas de trabalho de seis dias (com um dia de descanso) para a maioria dos trabalhadores, com um dia comum de descanso para todos os trabalhadores, interrompendo suas semanas de trabalho. Cinco semanas de trabalho de seis dias foram atribuídas a cada mês gregoriano, mais ou menos, com os cinco feriados nacionais convertendo dias normais de trabalho em dias de descanso. Em 27 de junho de 1940 as semanas de trabalho de cinco e seis dias foram abandonadas em favor das semanas de trabalho de sete dias. As semanas de trabalho nunca foram coletadas em meses de 30 dias.

## História

### Calendário gregoriano

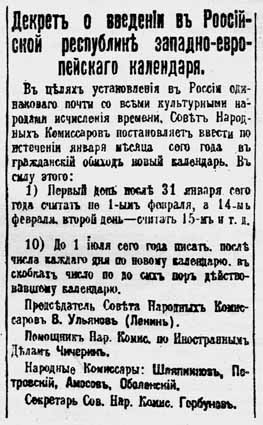
Decreto de 1918 que adota o "Calendário da Europa Ocidental" (clique na imagem para tradução)

O calendário gregoriano foi implementado na Rússia em 14 de fevereiro de 1918, suprimindo as datas julianas de 1 a 13 de fevereiro, de acordo com um decreto do Sovnarkom assinado em 24 de janeiro de 1918 (Juliano) por Vladimir Lenin. O decreto exigia que a data juliana fosse escrita entre parênteses após a data gregoriana até 1 July 1918. Todos os exemplos sobreviventes de calendários físicos de 1929 a 1940 mostram os comprimentos mensais irregulares do calendário gregoriano (como os exibidos aqui). A maioria dos calendários exibia todos os dias de um ano gregoriano como uma grade com sete linhas ou colunas para a tradicional semana de sete dias, começando com o domingo.

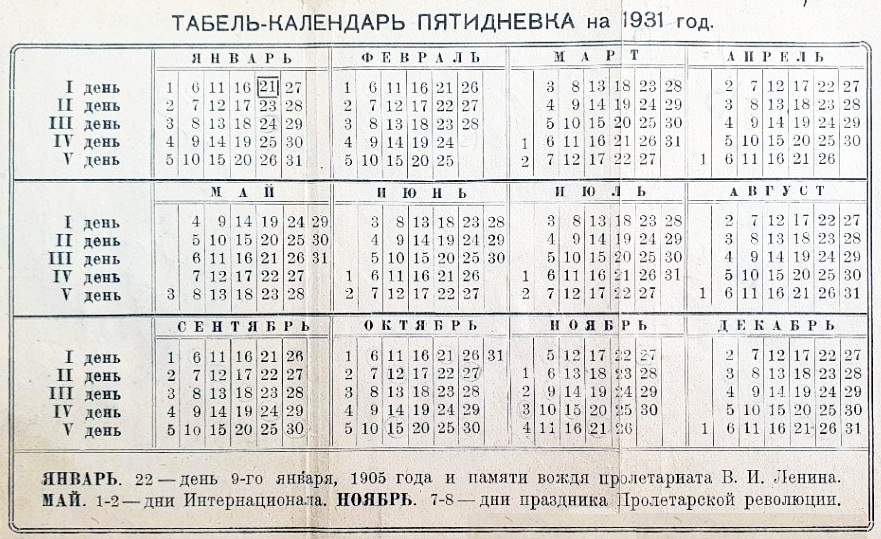
Calendário de bolso soviético, 1931
Semana de trabalho de cinco dias numerada, excluindo cinco feriados nacionais

O calendário de bolso de 1931 exibido aqui é um exemplo raro que excluiu os cinco feriados nacionais, permitindo que os restantes 360 dias do ano Gregoriano fossem exibidos como uma grade com cinco linhas rotuladas de I a  V para cada dia da semana de cinco dias. Inclusive, tinha o calendário gregoriano completo do outro lado. Durante todo esse período, o Pravda, o jornal oficial do Partido Comunista, e outros jornais continuaram a usar as datas do calendário gregoriano em seus cabeçalhos, ao lado da tradicional semana de sete dias.  O Pravda publicou edições individuais em 31 de janeiro, 31 de março, 31 de maio, 31 de julho, 31 de agosto, 31 de outubro e 31 de dezembro, mas nunca usou em 30 de fevereiro durante o período de 1929-1940. Os nomes tradicionais de "Ressurreição" (Воскресенье) para domingo e "sabbath" (Суббота) para sábado continuaram a ser usados, apesar da política ateísta do governo oficialmente anti-religioso. Nas áreas rurais, a tradicional semana de sete dias continuou a ser usada apesar da posição oficial. Várias fontes da década de 1930 afirmam que o antigo calendário gregoriano não foi alterado. Duas fontes modernas afirmam explicitamente que a estrutura do calendário gregoriano não foi tocada.

### Semanas de trabalho
Durante a segunda metade de maio de 1929, Yuri Larin ( Юрий Ларин, 1882–1932) propôs uma semana de produção contínua (nepreryvnaya rabochaya nedelya, ou simplesmente nepreryvka ) ao Quinto Congresso dos Sovietes da União, mas tão pouca atenção foi dada à sua sugestão de que o presidente do Congresso nem sequer mencionou isso em seu discurso final. No início de junho de 1929, Larin havia conquistado a aprovação de Josef Stalin, levando todos os jornais a elogiar a ideia. A mudança foi vantajosa para o movimento anti-religioso, pois os domingos e feriados religiosos se tornaram dias úteis. Em 8 de junho de 1929 o Conselho Econômico Supremo da RSFSR orientou seus especialistas em eficiência a apresentar, dentro de duas semanas, um plano para introduzir a semana de produção contínua. Antes de qualquer plano estar disponível, durante a primeira quinzena de junho de 1929, 15% da indústria havia se convertido em produção contínua de acordo com Larin, provavelmente superestimada. Em 26 de agosto de 1929, o Conselho dos Comissários do Povo (PCC) da União Soviética (Sovnarkom) declarou que "é essencial que a transição sistematicamente preparada das empresas e instituições para a produção contínua comece durante o ano econômico de 1929–1930". Os comprimentos das semanas de produção contínua ainda não haviam sido especificados, se destacando apenas que a conversão deveria ser iniciada durante o ano. No entanto, muitas fontes afirmam que a data efetiva das semanas de cinco dias foi 1 October 1929, que foi o começo do ano econômico. Muitos outros comprimentos de semanas de trabalho contínuo foram usados, todos os quais foram gradualmente introduzidos.

### Implementação de semanas de produção contínua
Comprimentos específicos para semanas de produção contínua foram mencionados pela primeira vez quando as regras para a semana de trabalho contínuo de cinco dias foram emitidas em 24 de setembro de 1929. Em 23 de outubro de 1929, empregados de construções e de negócios sazonais foram colocados em uma semana contínua de seis dias, enquanto que os funcionários de fábricas que interrompiam regularmente a produção todos os meses para manutenção foram colocados em semanas de produção contínua de seis ou sete dias. Em dezembro de 1929, cerca de 50 versões diferentes da semana de trabalho contínuo estavam em uso, sendo a mais longa uma "semana" de 37 dias (30 dias contínuos de trabalho seguidos por sete dias de descanso).
No final de 1929, foram emitidos pedidos para que a semana contínua fosse estendida para 43% dos trabalhadores industriais em 1º de abril de 1930, e para 67% em 1º de outubro de 1930. A conversão real foi mais rápida, alcançando 63% dos trabalhadores em 1º de abril de 1930.
Em junho de 1930, foi decretado que a conversão de todas as indústrias seria concluída durante o ano econômico de 1930 a 1931, com exceção da indústria têxtil. Em 1 de outubro de 1930 o pico de uso foi alcançado, com 72,9% dos trabalhadores industriais em horários contínuos.
Depois disso, o uso diminuiu. Todos esses números oficiais foram um pouco inflados porque algumas fábricas disseram que adotaram a semana contínua sem realmente fazê-lo. A semana contínua também foi aplicada aos trabalhadores do varejo e do governo, mas nenhum dado de uso foi publicado.

### Implementação de semanas de seis dias
Já em maio de 1930, enquanto o uso da semana contínua ainda estava avançando, algumas fábricas voltaram a uma semana interrompida. Em 30 de abril de 1931, uma das maiores fábricas da União Soviética foi colocada em uma semana interrompida de seis dias (Шестидневка = shestidnevka). Em 23 de junho de 1931, Stalin condenou a semana de trabalho contínuo então praticada, apoiando o uso temporário da semana de seis dias interrompida (um dia de descanso comum para todos os trabalhadores) até que os problemas com a semana de trabalho contínuo pudessem ser resolvidos.
Em agosto de 1931, a maioria das fábricas adotou uma semana interrompida de seis dias como resultado de uma entrevista com o Comissário do Povo para o Trabalho, que restringiu severamente o uso da semana contínua. A conversão oficial a horários não contínuos foi decretada pelo Sovnarkom da URSS um pouco depois, em 23 de novembro de 1931.
Instituições que atendiam às necessidades culturais e sociais e as empresas envolvidas em produção contínua, como a fundição de minério, foram isentas. É frequentemente afirmado que a data efetiva da semana de trabalho de seis dias interrompida foi 1 December 1931, mas foi apenas o primeiro mês inteiro após a "conversão oficial".
Os últimos dados disponíveis indicam que, em 1º de julho de 1935, 74,2% de todos os trabalhadores industriais estavam em horários não contínuos (quase todos em semanas de seis dias), enquanto 25,8% ainda estavam em horários contínuos. Devido a um decreto de 26 de junho de 1940, a tradicional semana de sete dias interrompida com o domingo como dia comum de descanso foi reintroduzida em 27 de junho de 1940.

## Semanas de cinco dias

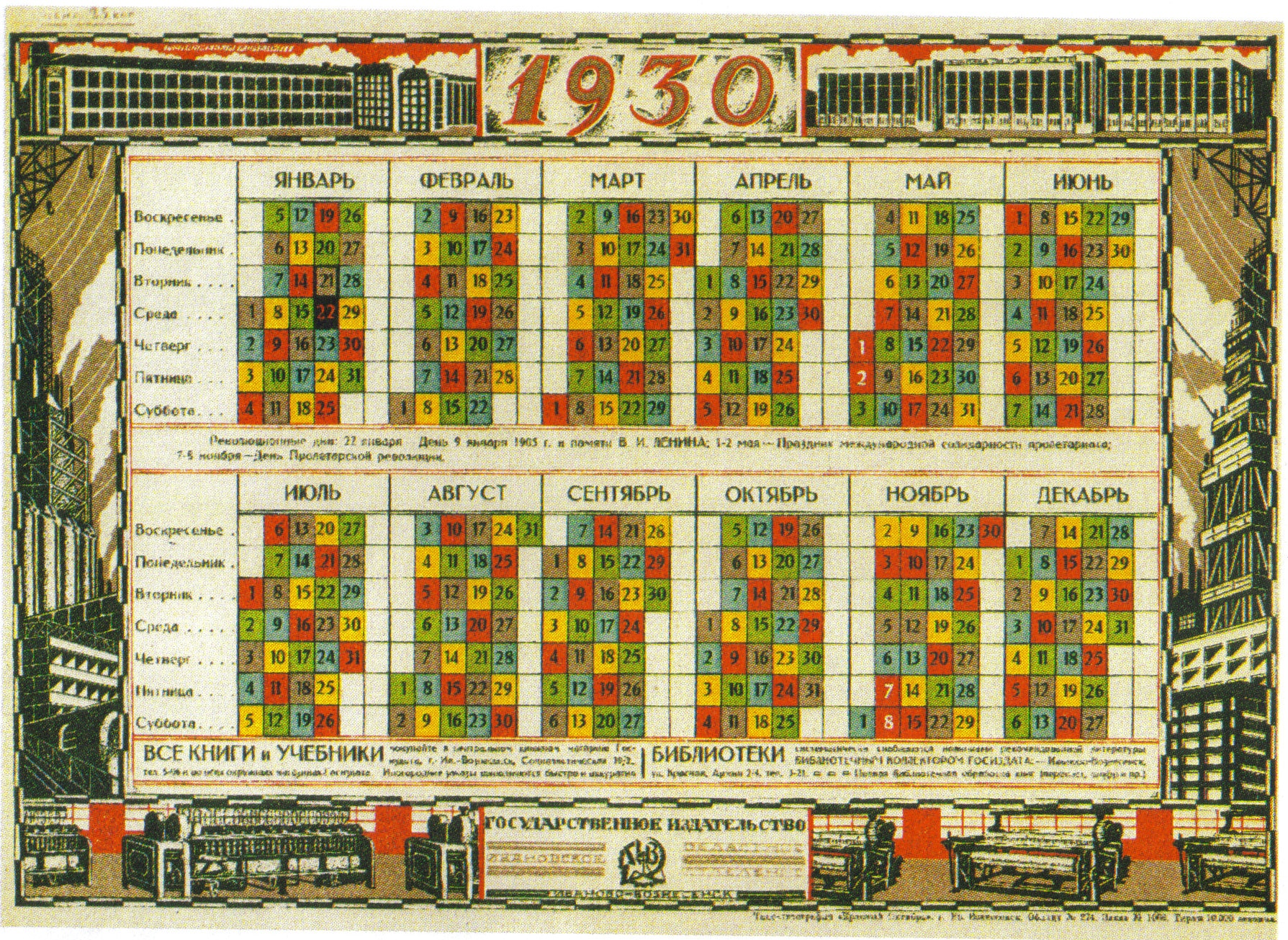
Calendário soviético, 1930
Semana colorida de trabalho de cinco dias. Dias agrupados em semanas de sete dias. Um feriado nacional em preto, quatro com números brancos

Cada dia da semana de cinco dias era rotulado por qualquer uma das cinco cores ou por um numeral romano de I a V. Cada trabalhador recebia uma cor ou número para identificar seu dia de descanso.
80% da força de trabalho de cada fábrica trabalhava todos os dias (exceto feriados) na tentativa de aumentar a produção, enquanto 20% estavam em repouso. Mas se marido e mulher, e seus parentes e amigos, fossem designados com cores ou números diferentes, eles não teriam um dia de descanso comum para sua vida familiar e social. Além disso, as máquinas quebravam com mais frequência, porque eram usadas por trabalhadores que não estavam familiarizados com elas e porque nenhuma manutenção poderia ser realizada em máquinas que nunca estivessem ociosas em fábricas com horários contínuos (24 horas por dia todos os dias). As semanas de cinco dias (e mais tarde as semanas de seis dias) "tornaram impossível observar o domingo como um dia de descanso. Esta medida foi deliberadamente introduzida "para facilitar a luta para eliminar a religião".

As cores variam dependendo da fonte consultada. O calendário colorido de 1930 exibido aqui tem dias de roxo, azul, amarelo, vermelho e verde, nessa ordem a partir de 1º de janeiro. O azul foi apoiado por um escritor anônimo em 1936 como segundo dia da semana, mas ele afirmou que o vermelho era o primeiro dia da semana. No entanto, a maioria das fontes substitui azul por pink, orange, ou pêssego, todas especificando a ordem amarelo, rosa/laranja/pêssego, vermelho, roxo e verde. 

## Semanas de seis dias

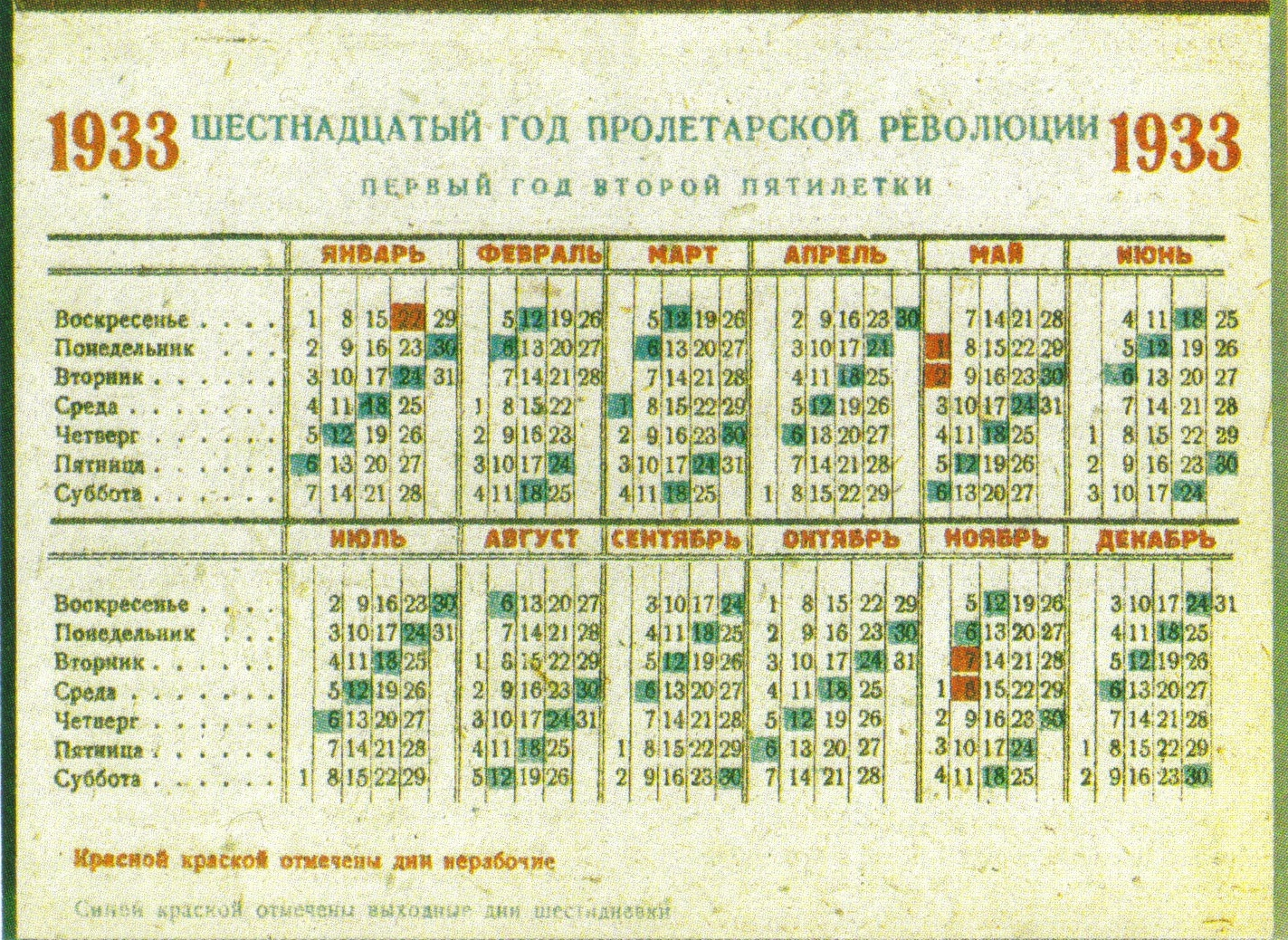
Calendário soviético, 1933. Dias agrupados em semanas de sete dias. Dia de descanso da semana de trabalho de seis dias em azul. Cinco feriados nacionais em vermelho

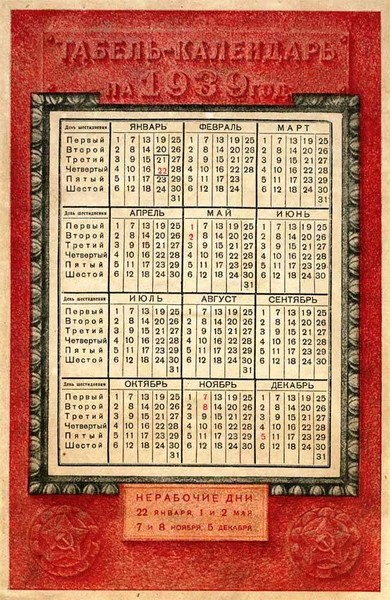
Calendário soviético de 1939. Dias agrupados em semanas de trabalho de seis dias. Cada dia 31 está fora da semana de seis dias. A última semana de seis dias de fevereiro é curta. Seis feriados nacionais em vermelho

Do verão de 1931 até 26 de junho de 1940, cada mês gregoriano era geralmente dividido em cinco semanas de seis dias, mais ou menos (como mostram os calendários de 1933 e 1939 exibidos aqui). O sexto dia de cada semana era um dia de folga uniforme para todos os trabalhadores, isto é, os dias 6, 12, 18, 24 e 30 de cada mês. O último dia de meses com 31 dias foi sempre um dia extra de trabalho nas fábricas, que, quando combinado com os primeiros cinco dias do mês seguinte, fazia seis dias de trabalho sucessivos. No entanto, alguns escritórios comerciais e governamentais trataram o 31º dia como um dia extra de folga. Para compensar a curta quinta semana de fevereiro, 1º de março era um dia de folga uniforme, seguido por quatro dias de trabalho sucessivos na primeira semana de março (2 a 5). A última semana parcial de fevereiro tinha quatro dias de trabalho em anos comuns (25–28) e cinco dias de trabalho em anos bissextos (25–29). Mesmo assim, algumas empresas trataram 1º de março como um dia de trabalho regular, resultando em nove ou dez dias de trabalho sucessivos entre 25 de fevereiro e 5 de março. As datas dos cinco feriados nacionais não mudaram, mas converteram cinco dias de trabalho regulares em feriados dentro de três semanas de seis dias, em vez de dividir essas semanas em duas partes (nenhum desses feriados ocorria em um "sexto dia").

## Feriados nacionais
Em 10 de dezembro de 1918, seis feriados bolcheviques foram decretados durante os quais o trabalho era proibido.
- 1 de janeiro - Dia de Ano Novo
- 22 de janeiro - Dia 9 de janeiro de 1905
Comemora o Domingo Sangrento em 9 de janeiro de 1905 (Juliano) ou 22 de janeiro de 1905 (Gregoriano)
- 12 de março - Dia da Queda da Autocracia
Comemora o motim da Guarda Imperial (cerca de 60.000 soldados) em Petrogrado (agora São Petersburgo) em 27 de fevereiro (Juliano) ou 12 de março de 1917 (Gregoriano) durante a Revolução de Fevereiro
- 18 de março - Dia da Comuna de Paris
Comemora a revolta da Guarda Nacional de Paris em 18 de março de 1871 (Gregoriano), que estabeleceu a Comuna de Paris
- 1 de maio - Dia da Internacional[29]
Celebração na Rússia e depois na União Soviética do Dia Internacional dos Trabalhadores
- 7 de novembro - Dia da Revolução Proletária
Comemora a insurreição bolchevique em 25 de outubro de 1917 (Juliano) ou 7 de novembro de 1917 (gregoriano)

Em janeiro de 1925, o aniversário da morte de Lenin em 1924 foi acrescentado como feriado em 21 de janeiro. Embora outros eventos tenham sido comemorados em outras datas, eles não eram dias de descanso. Originalmente, os "feriados de maio" e "feriados de novembro" eram um dia cada (1º de maio e 7 de novembro), mas ambos foram estendidos de um a dois dias em 1928, fazendo 2 de maio e 8 de novembro virarem feriados também.
Até 1929, os conselhos sindicais regionais ou os governos locais eram autorizados a estabelecer feriados adicionais, totalizando até 10 dias por ano. Embora as pessoas não iriam trabalhar nesses dias, eles não seriam feriados pagos. Tipicamente, pelo menos alguns desses dias eram usados para festas religiosas, tipicamente aquelas da Igreja Ortodoxa Russa, mas em algumas localidades possivelmente também de outras religiões.
Em 24 de setembro de 1929, três feriados foram eliminados, 1 de janeiro, 12 de março e 18 de março. O dia de Lenin em 21 de janeiro foi fundido com 22 de janeiro. Os cinco feriados resultantes continuaram a ser celebrados até 1951, quando o dia 22 de janeiro deixou de ser feriado. Veja История праздников России (História dos festivais da Rússia).
- 22 de janeiro - Dia da Memória de 9 de janeiro de 1905 e da Memória de V.I. Lênin
Comemora o Domingo Sangrento em 9 de janeiro de 1905 (Juliano) ou 22 de janeiro de 1905 (Gregoriano) e a morte de Vladimir Lenin em 21 de janeiro de 1925 (Gregoriano)
- 1 a 2 de maio - Dias da Internacional
- 7 a 8 de novembro - Dias do aniversário da Revolução de Outubro

Dois artigos do Jornal da Reforma do Calendário (1938 e 1943) têm dois mal-entendidos, especificando 9 de janeiro e 26 de outubro, sem perceber que ambas são datas do calendário juliano equivalentes às datas gregorianas não especificadas de 22 de janeiro e 8 de novembro, então eles especificam 9 de janeiro, 21 de janeiro, 1 de maio, 26 de outubro e 7 de novembro, mais um dia bissexto quadrienal.

## Meses errados de 30 dias
Muitas fontes afirmam erroneamente que as semanas de trabalho de cinco e seis dias eram coletadas em meses de 30 dias.
Um artigo da revista Time, de 1929, relatando as semanas de trabalho de cinco dias da União Soviética, que chamou de "Calendário Eterno", as associava ao Calendário Republicano Francês, que tinha meses contendo três semanas de dez dias. Em fevereiro de 1930 uma comissão do governo propôs um "calendário revolucionário soviético" contendo doze meses de 30 dias mais cinco feriados nacionais que não faziam parte de nenhum mês, mas foi rejeitado porque diferia do calendário gregoriano usado pelo resto da Europa. Quatro artigos do Jornal da Reforma do Calendário (1938, 1940, 1943, 1954) achavam que as semanas de cinco dias foram coletadas em meses de 30-day, como várias fontes modernas.
Um artigo de 1931 da revista Time, que reportava as semanas de seis dias, afirmava que eles também eram coletados em meses de 30 dias, com os cinco feriados nacionais entre esses meses. Dois dos artigos do Jornal da Reforma do Calendário (1938 e 1943) consideraram que as semanas de seis dias e de cinco dias foram coletadas em meses de 30 dias. Algumas fontes modernas afirmam que as semanas de cinco dias mais os primeiros dois anos das semanas de seis dias foram coletadas em meses de 30 dias.
Aparentemente, para colocar os cinco feriados nacionais entre os meses de 30 dias desde 1 de outubro de 1929, Parise (1982) mudou o Dia de Lenin para 31 de janeiro, deixou dois dias do proletariado em 1-2 de maio, e mudou dois dias da Revolução para 31 de outubro e 1 de novembro, mais 1 de janeiro (todas as datas gregorianas). Afirmando que todos os meses tiveram 30 dias entre 1º de outubro de 1929 e 1º de dezembro de 1931, o Oxford Companion to the Year (1999) corrigiu a lista de Parise especificando que o "Dia de Lenin" era após 30 de janeiro (31 de janeiro, Gregoriano), os dois dias dos trabalhadores era depois de 30 de abril (1 a 2 de maio Gregoriano), os dois "Dias da Indústria" foram depois de 7 de novembro (8 e 9 de novembro Gregoriano) e o dia bissexto depois de 30 de fevereiro (2 de março Gregoriano).